# Mudu koraga
Le mudu koraga est une langue dravidienne, parlée par des Koraga qui vivent dans le district de Dakshina Kannada situé dans l'État de Karnataka, en Inde.

## Dialectes
Le mudu koraga se différencie des autres parlers koraga par sa proximité avec le kannada. Les trois autres dialectes, l'onti, parlé à Udupi, le tappu, parlé à Hebri, et l'ande, sont proches du toulou.

## Phonologie
Les tableaux présentent les phonèmes vocaliques et consonantiques du dialecte onti.

### Voyelles
|         | Antérieure    | Centrale      | Postérieure   |
| ------- | ------------- | ------------- | ------------- |
| Fermée  | i [i] iː [iː] | ɨ [ɨ] ɨː [ɨː] | u [u] uː [uː] |
| Moyenne | e [e] eː [eː] |               | o [o] oː [oː] |
| Ouverte |               | a [ə] aː [əː] |               |

Les voyelles ont des équivalents nasalisés.

### Consonnes
|              |              | Bilabiales | Dentales | Alvéolaires | Alvéolaires | Alvéolaires | Rétrofl. | Vélaires | Glottales |
| ------------ | ------------ | ---------- | -------- | ----------- | ----------- | ----------- | -------- | -------- | --------- |
| Centrales    | Latérales    | Bilabiales | Dentales | Palatales   |             |             | Rétrofl. | Vélaires | Glottales |
| Occlusives   | Sourdes      | p [p]      | t [t]    |             |             |             | ṭ [ʈ ]   | k [k]    |           |
| Occlusives   | Sonores      | b [b]      | d [d]    |             |             |             | ḍ [ɖ ]   | g [ɡ]    |           |
| Affriquées   | Sourdes      |            |          |             |             | c [ t͡ʃ ]    |          |          |           |
| Affriquées   | Sonores      |            |          |             |             | j [ d͡ʒ]     |          |          |           |
| Fricatives   | Sourdes      |            |          | s [s]       |             |             |          |          | h [h]     |
| Fricatives   | Sonores      | v [v]      |          |             |             |             |          |          |           |
| Nasales      | Nasales      | m [m]      |          | n [n]       |             |             | ṇ [ɳ]    |          |           |
| Liquides     | Liquides     |            |          |             | l [l]       |             |          |          |           |
| Roulées      | Roulées      |            |          | r [r]       |             |             | ḷ [ɭ ]   |          |           |
| Semi-voyelle | Semi-voyelle |            |          |             |             | y [ j]      |          |          |           |

## Sources
- (en) Shankara D. N. Bhat, 1971, The Koraga Language, Pune, Deccan College Postgraduate and Research Institute
- (en) Bhadriraju Krishnamurti, 2003, The Dravidian Languages, Cambridge, Cambridge University Press.